# Voiteur
Voiteur és un municipi francès situat al departament del Jura i a la regió de Borgonya - Franc Comtat. L'any 2007 tenia 777 habitants.

## Demografia

### Població
El 2007 la població de fet de Voiteur era de 777 persones. Hi havia 340 famílies de les quals 116 eren unipersonals (56 homes vivint sols i 60 dones vivint soles), 104 parelles sense fills, 88 parelles amb fills i 32 famílies monoparentals amb fills.
La població ha evolucionat segons el següent gràfic:
Habitants censats

### Habitatges
El 2007 hi havia 431 habitatges, 342 eren l'habitatge principal de la família, 67 eren segones residències i 22 estaven desocupats. 344 eren cases i 81 eren apartaments. Dels 342 habitatges principals, 239 estaven ocupats pels seus propietaris, 96 estaven llogats i ocupats pels llogaters i 7 estaven cedits a títol gratuït; 3 tenien una cambra, 19 en tenien dues, 48 en tenien tres, 81 en tenien quatre i 192 en tenien cinc o més. 273 habitatges disposaven pel capbaix d'una plaça de pàrquing. A 164 habitatges hi havia un automòbil i a 140 n'hi havia dos o més.

### Piràmide de població
La piràmide de població per edats i sexe el 2009 era:
| Homes | Edats   | Dones |
| ----- | ------- | ----- |
| 0     | 95 o +  | 4     |
| 0     | 90 a 94 | 24    |
| 8     | 85 a 89 | 20    |
| 4     | 80 a 84 | 12    |
| 12    | 75 a 79 | 20    |
| 12    | 70 a 74 | 20    |
| 8     | 65 a 69 | 24    |
| 12    | 60 a 64 | 12    |
| 20    | 55 a 59 | 12    |
| 40    | 50 a 54 | 40    |
| 8     | 45 a 49 | 16    |
| 24    | 40 a 44 | 20    |
| 12    | 35 a 39 | 20    |
| 48    | 30 a 34 | 44    |
| 12    | 25 a 29 | 24    |
| 12    | 20 a 24 | 12    |
| 4     | 15 a 19 | 8     |
| 12    | 10 a 14 | 32    |
| 12    | 5 a 9   | 36    |
| 20    | 0 a 4   | 28    |

## Economia
El 2007 la població en edat de treballar era de 473 persones, 370 eren actives i 103 eren inactives. De les 370 persones actives 348 estaven ocupades (179 homes i 169 dones) i 22 estaven aturades (5 homes i 17 dones). De les 103 persones inactives 48 estaven jubilades, 29 estaven estudiant i 26 estaven classificades com a «altres inactius».

### Ingressos
El 2009 a Voiteur hi havia 337 unitats fiscals que integraven 759,5 persones, la mediana anual d'ingressos fiscals per persona era de 20.022 €.

### Activitats econòmiques
Dels 42 establiments que hi havia el 2007, 3 eren d'empreses alimentàries, 2 d'empreses de fabricació d'altres productes industrials, 7 d'empreses de construcció, 10 d'empreses de comerç i reparació d'automòbils, 2 d'empreses de transport, 2 d'empreses d'hostatgeria i restauració, 1 d'una empresa financera, 1 d'una empresa immobiliària, 4 d'empreses de serveis, 8 d'entitats de l'administració pública i 2 d'empreses classificades com a «altres activitats de serveis».
Dels 12 establiments de servei als particulars que hi havia el 2009, 1 era una oficina d'administració d'Hisenda pública, 1 oficina de correu, 1 una oficina bancària, 1 taller de reparació d'automòbils i de material agrícola, 2 paletes, 1 lampisteria, 1 electricista, 1 empresa de construcció, 1 perruqueria, 1 restaurant i 1 saló de bellesa.
Dels 5 establiments comercials que hi havia el 2009, 1 era un hipermercat, 2 fleques, 1 una fleca i 1 una peixateria.
L'any 2000 a Voiteur hi havia 19 explotacions agrícoles que ocupaven un total de 363 hectàrees.

## Equipaments sanitaris i escolars
El 2009 hi havia 1 centre de salut i 1 farmàcia.
El 2009 hi havia 2 escoles elementals. Voiteur disposava d'un col·legi d'educació secundària amb 198 alumnes.

## Poblacions més properes
El següent diagrama mostra les poblacions més properes.